# Hamburger Jakobinerklub

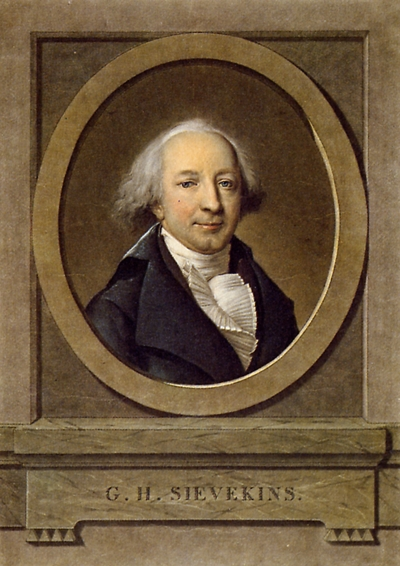
Georg Heinrich Sieveking

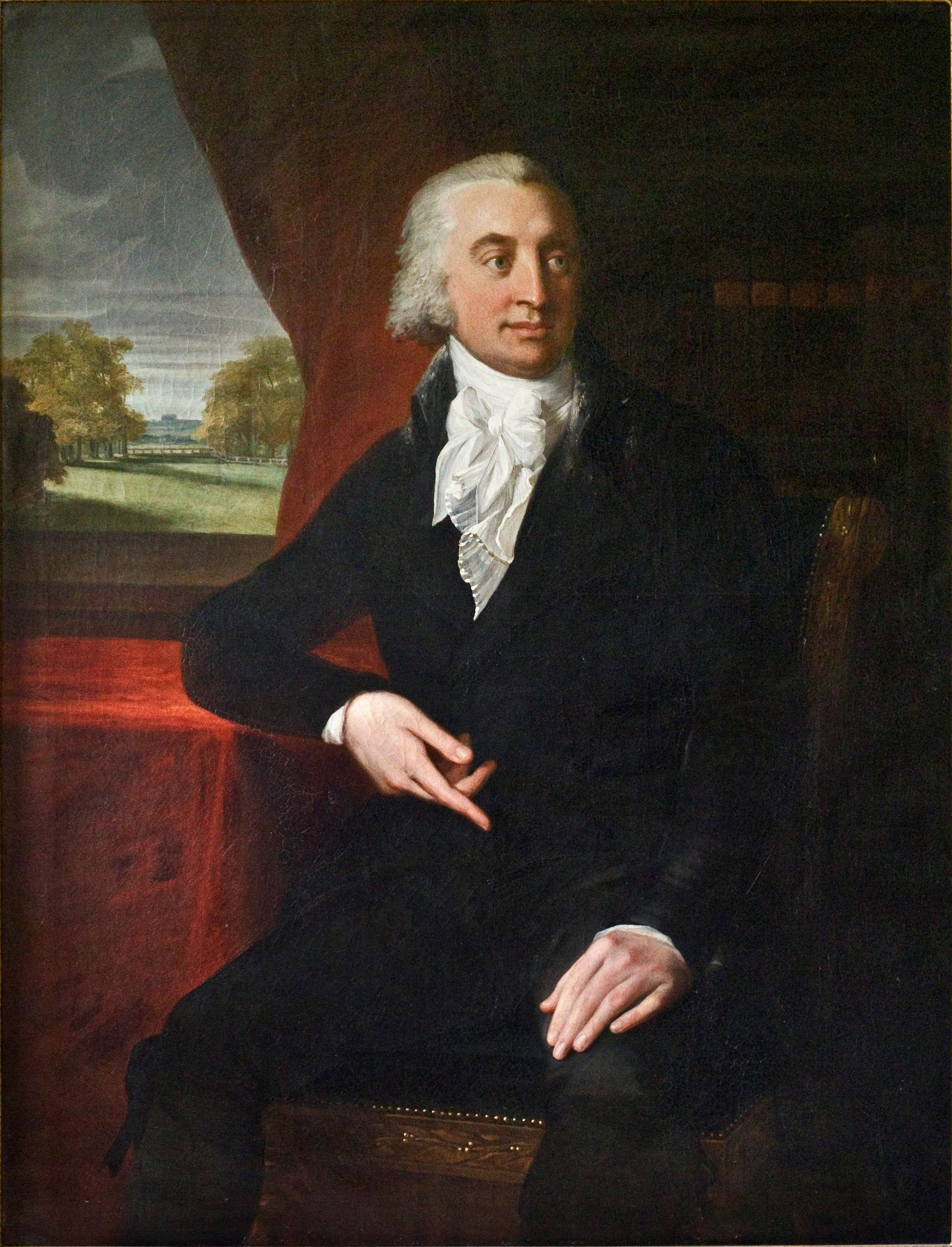
Caspar Voght

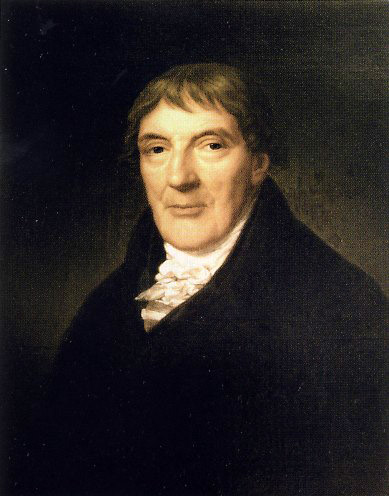
Johann Reimarus

Der Hamburger Jakobinerklub wurde 1792 in Hamburg unter dem unauffälligeren Namen „Societé de lecture“ (deutsch: Lesegesellschaft) gegründet.

## Geschichte
Führende Mitglieder waren Georg Heinrich Sieveking, Caspar Voght und Johann Reimarus. Sieveking wurde Präsident, der französische Gesandte Lehoc, der die Statuten entwarf, wurde Vizepräsident.
Als die Franzosen 1789 die Bastille stürmten, hatte Georg Heinrich Sieveking dies bereits zum Anlass genommen, in Harvestehude mit 80 Personen 1790 ein Freiheitsfest zu feiern. Es wurde angestoßen „auf baldige Nachfolge in Deutschland, Abschaffung des Fürsten-Despotismus“.

„Vertreter aller Nationen waren zugegen, auch zwei Neger; alle fielen sich um den Hals, gaben sich den Bruderkuß und jubelten.“

Der französische Geschäftsträger Sauveur Joseph Gandolphe, der am 16. Juli der Pariser Behörde das Ereignis anzeigte, unterstellte Voght und Sieveking, sie hätten die Veranstaltung nur geplant, damit sie beauftragt würden, wenn Frankreich Bedarf an Getreide habe. Im Grunde war es eine wie viele Geselligkeiten des Reimarus-Sievekingschen Familien- und Freundeskreises. Voght hinderten diese revolutionären Umtriebe keineswegs, sich Anfang des 19. Jahrhunderts zum Reichsfreiherrn erheben zu lassen.
Der Satzung nach war der Club ein Mittelding zwischen Lesevereinigung und politischem Club. Doch viele Ämter wiesen eine gewisse Ähnlichkeit zum Mainzer Jakobinerklub auf.
Der Senat der Freien und Hansestadt Hamburg stand der Vereinigung ablehnend gegenüber, unternahm jedoch nichts, um den ungetrübten Handel mit Frankreich nicht zu gefährden. Der preußische und der österreichische Gesandte berichteten über republikanische Agitation und Umsturzpläne in Hamburg.
Am 14. Juli 1792 gedachte der Klub in einem „patriotischen Kaffeehaus“ des Sturms auf die Bastille. Friedrich Wilhelm von Schütz gab ab Juli 1792 in Hamburg den revolutionären Niedersächsischen Merkur heraus, der im Dezember desselben Jahres verboten wurde. Um preußischen Nachstellungen zu entgehen, ließ er sich im November vom französischen Gesandten als Sekretär anstellen. Nach einer Niederlage der französischen Revolutionstruppen wurde er 1793 aus Hamburg ausgewiesen.
Nach dem Verbot des Niedersächsischen Merkur löste Sieveking die Lesegesellschaft auf. Der französische Gesandte Lehoc wurde 1793 zum freiwilligen Verlassen Hamburgs bewegt. In demselben Jahr distanzierte sich Sieveking von der zunehmend blutiger werdenden Revolution.
Sieveking erwarb 1793 ein Landhaus in Neumühlen und aus dem Kreis des Klubs bildete sich der „Neumühlener Kreis“, der sein Ende fand mit dem Konkurs des Handelshauses von Sieveking und Voght 1811.

## Zitate
„Herr Sieveking mag ein reicher und gescheiter Mann sein. Soweit ist er aber noch gekommen, einzusehen, dass das Lied ‚Allons Enfants de la Bastille‘ in keiner Sprache wohlhabenden Leuten ansteht, sondern bloß zum Trost und zur Aufmunterung der armen Teufel geschrieben und komponiert ist!“